# CatDog
CatDog é uma série animada americana do canal Nickelodeon, criada por Peter Hannan. Conta a história de dois irmãos siameses: um Gato inteligente e ranzinza e um Cão idiota e alegre, ambos constituíndo um corpo em que cada ponta possui uma cabeça e um par de patas. Os dois formam a criatura chamada CatDog. A série durou entre 1998 e 2005 e foi reprisada pela Nickelodeon Brasil de 2002 a 2010.
CatDog foi separado de seus pais (um sapo e uma criatura assemelhada ao Pé Grande) por um tornado. Desde então passaram a morar numa casa com formato de peixe e osso na cidade de Nearburg, junto com Orelha Oddfellow, um rato azul e gozador.
CatDog sempre se mete em confusão com uma gangue de cães formada pelo chefe Blefe, junto com Biluca e Chilique.

## Popularidade
O programa foi muito popular em muitas parte do mundo.
No Brasil, foi exibido na Nickelodeon, na Globo e na Band. Também voltou a ser exibido na Nickelodeon, onde é exibido no bloco de programação Nick@Nite, onde passam todos os clássicos da Nickelodeon. Atualmente é exibida no SBT dentro do Bom Dia & Companhia desde 2017. 
Nos EUA, ele é exibido de forma aleatória ou como tapa-buraco de programação, e é transmitido às vezes no Nicktoons Network. Em Portugal, foi exibido na SIC, em 1999, no bloco infantil Buéréré. Mais tarde, em 2005 e 2006, a série foi emitida no canal temático Nickelodeon. Hoje ele está no catálogo da Amazon Prime. 